# 조희붕
조희붕(趙羲鵬, ? ~ ?)은 대한제국 말기에 일진회 회원으로 활동했던 인물이다.

## 생애
1910년 3월 일진회 총무원을 지냈다. 당시 일진회는 통감부의 보호통치를 옹호하면서, 나아가 한일 병합 조약 체결을 청원하는 운동을 주도했다. 총무원은 일진회의 중대사안을 기획, 입안하고 총회에 회부할 권한과 임원에 대한 인사권을 가졌다.
곧 한일합방이 성사되어 일진회가 해산될 때 해산금을 회원들에게 분배했는데, 조희붕은 이때 일진회 평의장 출신인 윤정식과 같은 500원을 받았다. 1934년 일본 도쿄에 세워진 일한합방기념탑에도 합방에 공헌한 사람 중 한 명으로 이름이 새겨졌다.

## 사후
- 2007년 발표된 대한민국 친일반민족행위진상규명위원회의 친일반민족행위 195인 명단에 수록되었다.

## 같이 보기
- 일진회

## 참고자료
- 친일반민족행위진상규명위원회 (2007년 12월). 〈조희붕〉 (PDF). 《2007년도 조사보고서 II - 친일반민족행위결정이유서》. 서울. 1721~1724쪽쪽. 발간등록번호 11-1560010-0000002-10. [깨진 링크(과거 내용 찾기)]